# Camponotus pseudoirritans
Camponotus pseudoirritans är en myrart som beskrevs av Wu och Wang 1989. Camponotus pseudoirritans ingår i släktet hästmyror, och familjen myror. Inga underarter finns listade.